# Короткая, Мария Федосеевна
Мария Фёдосеевна Короткая (род. 1 октября 1937 года, село Хлебодаровка, Волновахский район, Сталинская область) — передовик производства, бригадир штукатуров строительного управления № 3 треста «Азовстальстрой», город Жданов Донецкой области, Украинская ССР. Герой Социалистического Труда (1973). Заслуженный строитель УССР (1973). Депутат Верховного Совета УССР.

## Биография
Родилась 1 октября 1937 года в многодетной семье лесничего в селе Хлебодаровка. В 1953 году окончила семилетнюю школу. Работала на почте. В 1955 году окончила ФЗО № 1 в Мариуполе, после чего стала работать штукатуром управления № 3 строительного треста «Азовстальстрой». Позднее была назначена бригадиром штукатуров. Руководила бригадой на протяжении 19 лет. Участвовала в строительстве производственных, социальных объектов и жилого фонда в Мариуполе. За строительство аглофабрики Ждановского металлургического завода имени Ильича была награждена Орденом Трудового Красного Знамени.
При строительстве прокатного стана «3600» комбината «Азовсталь» бригада под руководством Марии Короткой оштукатурила 221,5 тысяч квадратных метров производственных площадей. При норме 10-11 квадратных метров заштукатуренной площади каждый штукатур бригады Марии Короткой ежедневно выполнял по 40-50 квадратных метров. За эти выдающиеся трудовые достижения была удостоена в 1973 году звания Героя Социалистического Труда.
С мая 1976 по май 1977 год — бригадир штукатуров в «Управлении механизации».
С 1977 года — мастер производственного обучения в ПТУ № 1 и ПТУ № 74.
Избиралась делегатом XXVI съезда КПУ (1981) и депутатом Донецкого городского и Донецкого областного Советов народных депутатов.
В 1990 году вышла на пенсию.

## Награды
- Герой Социалистического Труда — указом Президиума Верховного Совета СССР от 26 декабря 1973 года
- Орден Ленина
- Орден Трудового Красного Знамени
- Почётный гражданин Мариуполя — «за добросовестный труд, заслуги в многолетней общественной деятельности, большой вклад в дело воспитания молодежи» (1987)[1]